# قناة المغربية (المغرب)
المغربية تلفزيون مغربية انطلق في 18 نوفمبر 2004 ؛ وهي قناة عمومية، تبث عموماً إعادة برامج قنوات الشركة الوطنية للإذاعة والتلفزة المغربية تتوجه في كثير برامجها إلى الجالية المغربية في أوروبا والعالم.

## وصلات خارجية
- SNRT> المغربية.